# 2019冠状病毒病索马里疫情
2019冠状病毒病索马里疫情，介绍在2019新型冠狀病毒疫情中，在索马里发生的情况。

## 时间轴

### 2020年

#### 3月
3月16日，索马里确诊首例新冠肺炎病例，索马里人，上周自国外返回，目前已被隔离近一周。索马里政府决定自18日起所有国际航班暂停半个月。
3月26日，新增确诊1例，为索马里公民。
3月27日，首都亚丁·阿德国际机场新增确诊1例，为外国人。
3月31日，新增确诊2例，累计5例确诊。

#### 4月
4月1日，政府颁布禁令，禁止人们在首都摩加迪沙的利多海滩游泳。
4月3日，新增确诊2例，累计7例确诊，1例治愈。
4月7日，新增确诊1例，为58岁索马里男性公民。
4月8日，新增确诊4例，累计确诊12例。报告首例死亡病例，为58岁男性，无旅行史。
4月10日，新增确诊9例，累计确诊21例。新增病例全部来自首都摩加迪沙，均无旅行史，是此前一确诊病例密切接触者。
4月12日，新增确诊4例，累计确诊25例。
4月13日，新增确诊35例，累计确诊60例。决定自15日起实施晚8时至早5时的宵禁。
4月15日，新增确诊20例，累计确诊80例；新增死亡3例，累计死亡5例；另有2人治愈。决定未来三个月对部分基本商品免税，其中大米和枣免税100%，面粉和食用油免税50%。
4月17日，新增确诊36例，累计确诊116例；另有2人治愈。土耳其一架载有医疗物资的飞机抵达摩加迪沙。
4月18日，新增确诊19例，累计确诊135例；新增死亡2例，累计死亡7例。邦特兰州宣布辖区内车辆行驶实施限制措施。
4月19日，新增确诊29例，累计确诊164例；另有1人治愈。
4月20日，新增确诊73例，累计确诊237例；新增死亡1例，累计死亡8例。
4月21日，新增确诊49例，累计确诊286例；新增死亡6例，治愈2例。
4月23日，新增确诊42例，累计确诊328例；新增死亡2例，累计死亡16例，治愈2例，累计治愈8例。此前20点开始的居家隔离措施提前到了19点。。
4月24日，摩加迪沙一名警察执行夜间宵禁措施时向平民开枪，造成至少一人死亡，引发抗议活动，大批年轻人燃烧轮胎表达不满。
4月25日，新增确诊62例，累计确诊390例；新增死亡2例，累计死亡18例，累计治愈10例。政府下令暂停清真寺的夜间祈祷。
4月26日，新增确诊46例，累计确诊436例；新增死亡5例，累计死亡23例。
4月27日，新增确诊44例，累计确诊480例；新增死亡3例，累计死亡26例，新增治愈4例，累计治愈14例。邦特兰州山洪暴发造成至少6人死亡，7人失踪。
4月28日，新增确诊48例，累计确诊528例；新增死亡2例，累计死亡28例，新增治愈5例，累计治愈19例。
4月29日，新增确诊54例，累计确诊582例；新增治愈1例，累计治愈20例。
4月30日，新增确诊19例，累计确诊601例；新增治愈11例，累计治愈31例。

#### 5月
5月2日，新增确诊70例，累计确诊671例；新增3例死亡，累计死亡31例，新增治愈3例，累计治愈34例。3名欧盟驻索马里员工确诊。
5月3日，新增确诊51例，累计确诊722例；新增1例死亡，累计死亡32例，新增治愈10例，累计治愈44例。乌干达人民国防军暂停了在索马里驻军的轮调工作。一架载有医疗援助物资的货机在索南部坠毁，6名机组人员全部丧生，其中包括2名肯尼亚飞行员。
5月4日，新增确诊34例，累计确诊756例；新增3例死亡，累计死亡35例，新增治愈17例，累计治愈61例。肯尼亚外交部敦促索马里调查坠机事件原因。两架载有医疗援助物资的土耳其军用货机抵达索马里。
5月5日，新增确诊79例，累计确诊835例；新增3例死亡，累计死亡38例，新增治愈14例，累计治愈75例。
5月6日，新增确诊38例，累计确诊873例；新增死亡1例，累计死亡39例，新增治愈12例，累计治愈87例。
5月7日，新增确诊55例，累计确诊928例；新增死亡5例，累计死亡44例，新增治愈19例，累计治愈106例。
5月8日，新增确诊69例，累计确诊997例；新增4例死亡，累计死亡48例，新增治愈4例，累计治愈110例。
5月9日，新增确诊57例，累计确诊1054例；新增3例死亡，累计死亡51例，新增治愈8例，累计治愈118例。
5月10日，新增确诊35例，累计确诊1089例；新增1例死亡，累计死亡52例，新增治愈3例，累计治愈121例。索驻埃及和阿拉伯联盟大使阿卜迪卡尼·默罕默德·瓦伊（Abdiqani Mohamed Wa‘ays）因COVID-19在科威特去世，生前患有糖尿病。

### 2021年

#### 4月
2021年4月8日，该国官方公布的死亡人数为576人。2021年4月11日，卫生部长Fawziya Abikar Nur收到了来自中国的首批冠状病毒疫苗，这20万支疫苗由中国大使移交。10天后，索马里收到了来自COVAX倡议的30万支牛津-阿斯利康疫苗。Nur说，疫苗将被送往索马里的每个地区，在大规模疫苗接种计划中，将优先照顾医护人员。